# Sidney Bechet
Sidney Bechet, född 14 maj 1897 i New Orleans, Louisiana, död 14 maj 1959 i Garches, Hauts-de-Seine, var en amerikansk jazzmusiker och kompositör.
Bechet spelade olika instrument redan som mycket ung. Det sades om honom, att han inte behövde lång tid för att behärska vilket instrument som helst. 1941 gjorde han ett tidigt experiment med att vid en grammofoninspelning själv spela inte mindre än sex olika instrument.
Bechet hade ursprungligen klarinetten som sitt huvudinstrument och han ansågs som en av de absolut bästa under årtionden. Det är emellertid som mästare på sopransaxofon han har blivit mest känd. Framförallt kännetecknas hans stil av långt driven improvisationsförmåga och ett starkt vibrato. I en del inspelningar ledde hans dominanta spelstil till en mindre lyckad konflikt med den i äldre jazz traditionellt ledande trumpetstämman, även om en trumpetare som Tommy Ladnier lyckades anpassa sig väl till Bechets auktoritativa spelsätt.
Bechet var en något orolig ande, som inte var nöjd med att vara på samma plats någon längre tid. Redan innan han lämnade hemstaden vid 20 års ålder hade han vant sig vid turnerande. Han hade Chicago, New York och Europa som bas för sina olika utflykter och 1950 bestämde han sig för att slå sig ned i Paris.
Hans mest kända komposition är "Petite Fleur".
Kort före sin död dikterade han sin självbiografi Treat it Gentle.
Bechet uppträdde i Sverige 1929 som medlem i en revyorkester på Cirkus, Stockholm, 1949 som solist, bland annat tillsammans med Arne Domnérus, och 1951 som solist vid konserter med bland andra Stan Getz.